# 6810 Juanclariá
6810 Juanclariá è un asteroide della fascia principale. Scoperto nel 1969, presenta un'orbita caratterizzata da un semiasse maggiore pari a 3,1464378 UA e da un'eccentricità di 0,0645575, inclinata di 10,37775° rispetto all'eclittica.
L'asteroide è dedicato all'astronomo Juan José Clariá direttore dell'osservatorio di Córdoba tra il 1995 e il 1998.